# Trapetsgänga

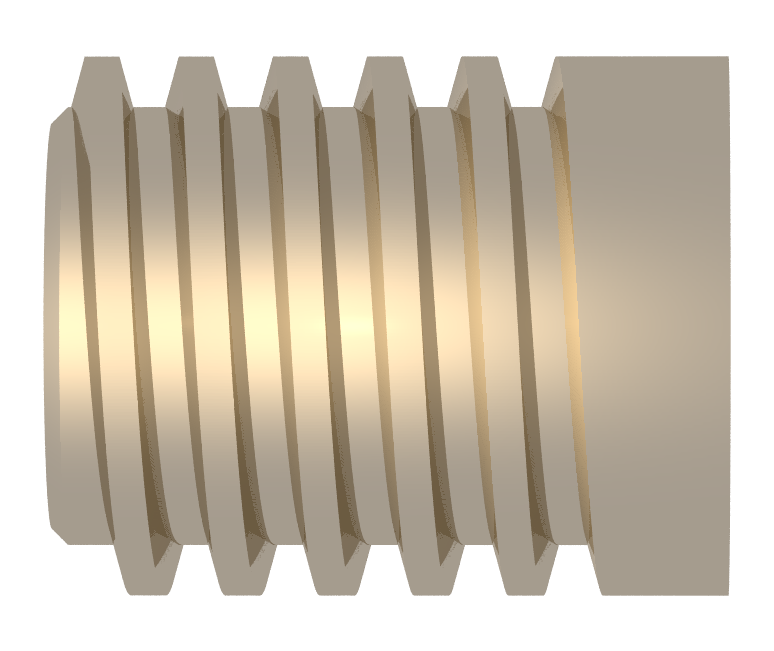
Trapetsgänga, TG-40×7

Trapetsgänga är en oftast metrisk gänga som främst används till rörelseskruvar. 

## Konstruktion
Trapetsgängan utmärks av att stigningen är stor i förhållande till diametern. Den är standardiserad, med en minsta stigning på 1,5 mm och en största på 44 mm. Flankvinkeln är 30 grader och profilen platt. Gängdimensionen anges med skruvdiametern gånger stigningen, exempelvis Tr 26 x 5.
Om mycket stora stigningar krävs, kan gängan göras med två eller flera ingångar. Vissa skruvpressar har sådana skruvar.

## Användning
Användningsområden kan vara spännskruven i skruvstycken, lyftskruvarna i pelarlyftar till bilar eller ledarskruv till en svarv eller för X/Y-bordet i en fräsmaskin.

## Historia
En föregångare till trapetsgängan är plattgängan, vars profil har raka sidor, det vill säga flankvinkeln 0 grader. Den är inte standardiserad och hittas mest på gamla maskiner[när?]. Den är inte självcentrerande, vilket sannolikt är orsaken till att den kommit ur bruk.